# تاریخ‌گذاری رادیوکربن

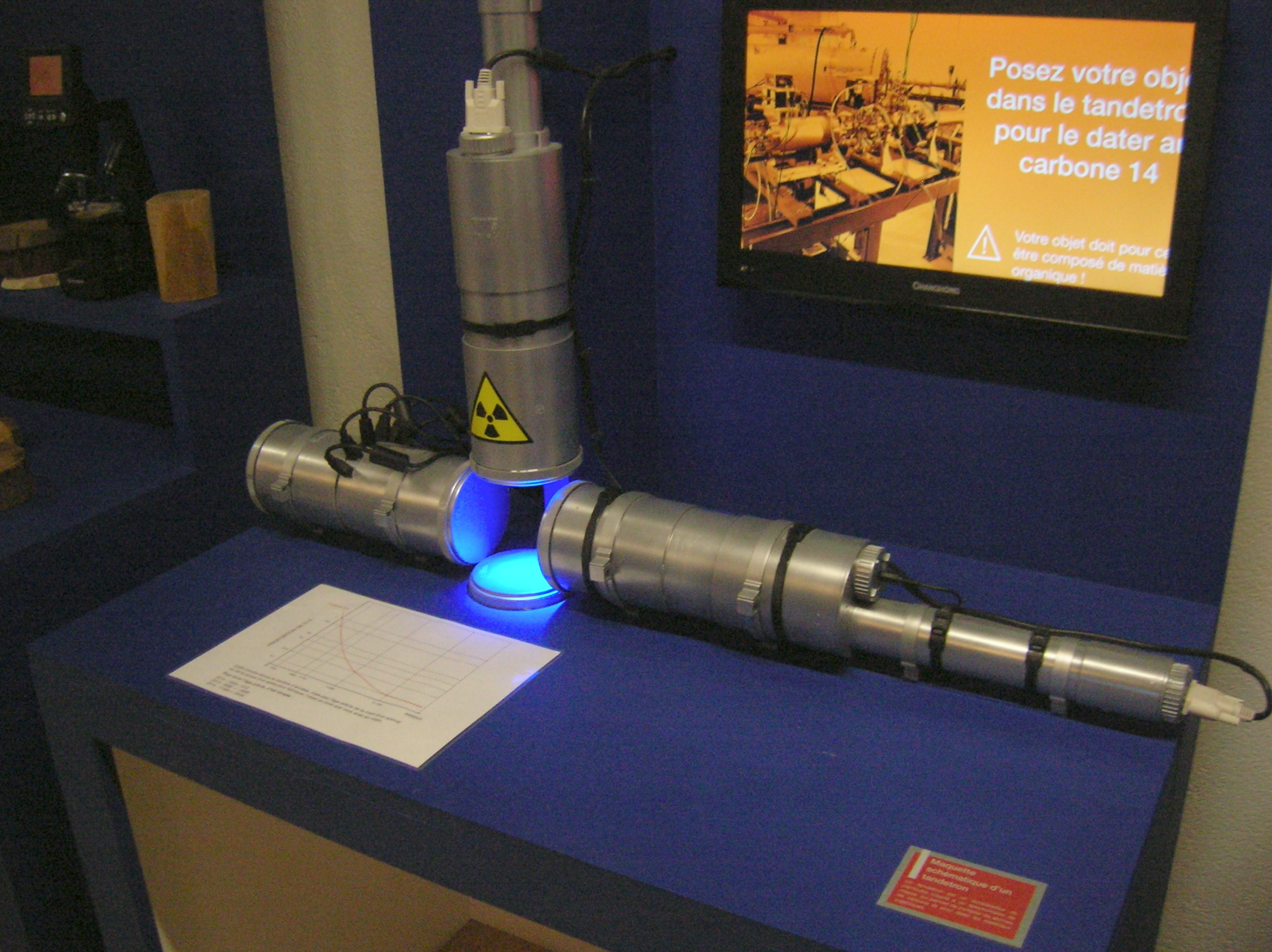
آزمایش کربن-۱۴

تاریخ‌گذاری رادیوکربن یکی از روش‌های تاریخ‌گذاری رادیومتریک می‌باشد که جهت تخمین تاریخ مرگ موجوداتی که کربن مصرف می‌کنند (مانند گیاهان) کاربرد دارد. در این روش ایزوتوپ کربن-۱۴ که یکی از ایزوتوپ‌های رادیواکتیو کربن با نیمه‌عمر حدود ۵۷۳۰ سال می‌باشد مورد بررسی قرار می‌گیرد.

## روش کار
موجودات زنده‌ای که از کربن برای تنفس استفاده می‌کنند، در طول حیات دائماً در حال مبادلهٔ ایزوتوپ کربن-۱۴ با محیط می‌باشند. در چنین موجودی، هنگام زندگی نسبت مقدار این ایزوتوپ کربن به مقادیر دیگر ایزوتوپ‌های غیر رادیواکتیو کربن مشخص است. زمانی که موجود می‌میرد تبادل ایزوتوپ کربن-۱۴ با محیط متوقف شده و این ایزوتوپ کربن آغاز به تغییر و کاهش می‌کند (میزان آن هر ۵۷۳۰ سال تقریباً نصف می‌شود). با اندازه‌گیری ایزوتوپ‌های غیر رادیواکتیو کربن در موجود مرده، میزان ایزوتوپ کربن-۱۴ آن در زمان مرگ تقریب زده می‌شود. حال با دانستن مقدار ایزوتوپ کربن-۱۴ در هنگام مرگ و اندازه‌گیری میزان ایزوتوپ کربن-۱۴ فعلی در بدن موجود مرده، می‌توان با در نظر گرفتن نیمه‌عمر این ایزوتوپ، زمان مرگ موجود را تخمین زد.